# Paznaun
Paznaun – dolina rzeki Trisanny w austriackim Tyrolu.

## Położenie i krajobraz
Paznaun leży w zachodnim Tyrolu. Dolina zaczyna się przy gminie Pians w powiecie Landeck i rozciąga się na południowy zachód na długości ok. 30 kilometrów, aż do masywu Silvretty. Północna część Paznaun graniczy z krajem związkowym Vorarlberg, zaś południowa ze Szwajcarią. V-kształtna dolina otoczona jest ponadto przez łańcuch górski Ferwallu na północy oraz masyw Samnaun na południu. Najwyższą górą doliny jest Fluchthorn z wysokością 3399 m n.p.m.
Głównym źródłem dochodu mieszkańców doliny jest turystyka, która wzbogaciła w ciągu ostatnich dziesięcioleci tamtejszy krajobraz o wiele inwestycji. Dziś Paznaun jest mekką międzynarodowej turystyki masowej, której centrum znajduje się w gminie Ischgl.

## Miejscowości w Paznaun
- Galtür
- Mathon (gmina Ischgl)
- Ischgl
- Kappl
- Langesthei (gmina Kappl)
- See

## Powódź w 2005 roku

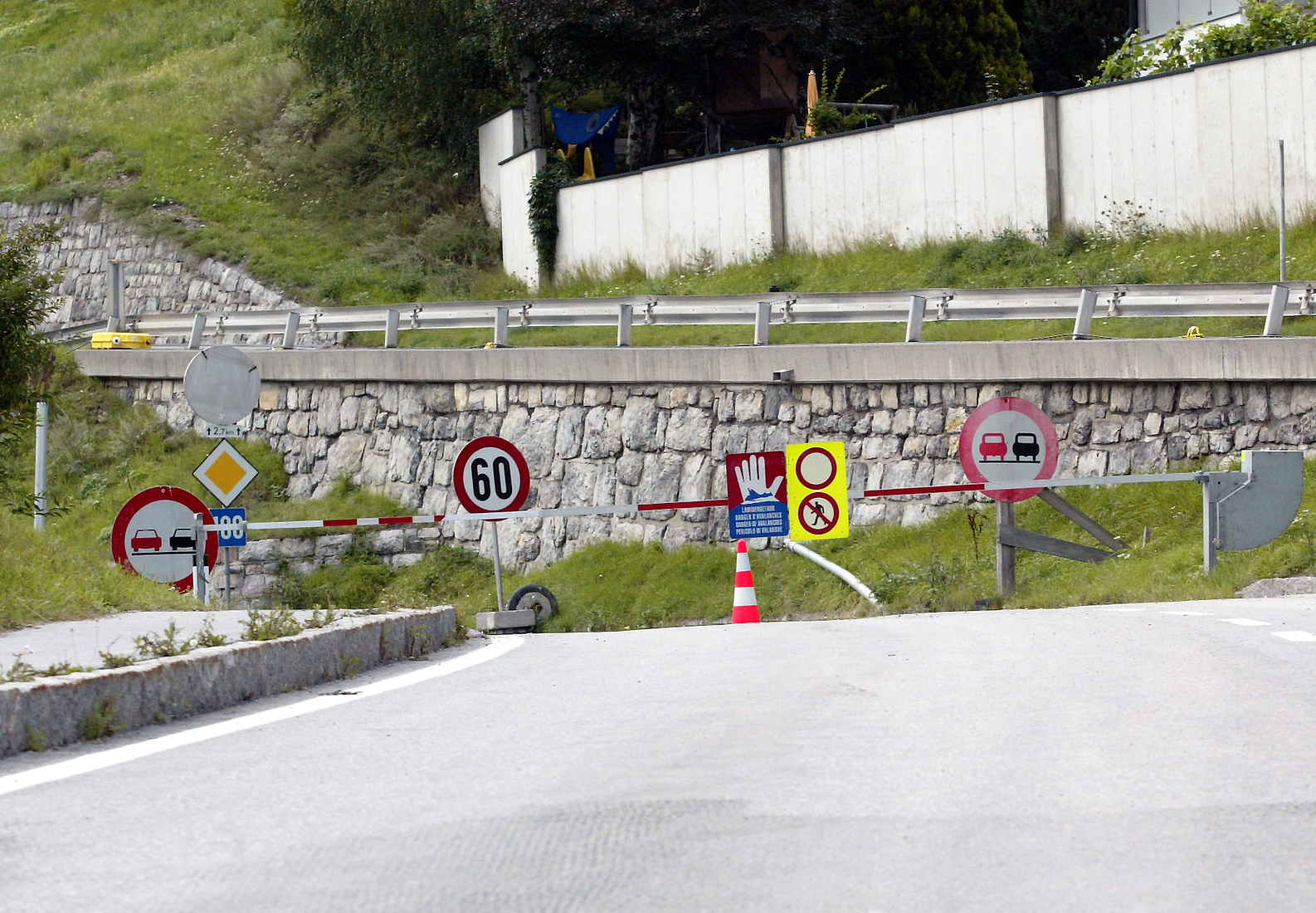
Utrudnienia w ruchu spowodowane powodzią w 2005 roku

W wyniku powodzi w Paznaun w 2005 roku w dniach 23.08.-26.08.2005 dolina została odcięta od reszty Tyrolu, dotrzeć do niej można było tylko przez Silvrettamautstraße w Vorarlbergu. Wskutek powodzi najdotkiliwiej ucierpiało wtedy Kappl.